# Fusui

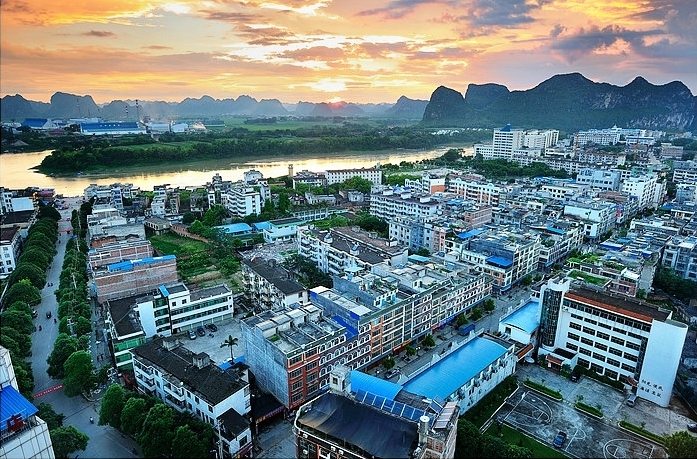
Kreis Fusui

Der Kreis Fusui (auf Zhuang Fuzsuih Yen, chinesisch 扶綏縣 / 扶绥县, Pinyin Fúsuí Xiàn) ist ein Kreis der bezirksfreien Stadt Chongzuo im Autonomen Gebiet Guangxi der Zhuang in der Volksrepublik China. Er hat eine Fläche von 2.843 Quadratkilometern und zählt 404.300 Einwohner (Stand: 2018). Sein Hauptort ist die Großgemeinde Xinning (新宁镇).

## Administrative Gliederung
Auf Gemeindeebene setzt sich der Kreis aus acht Großgemeinden und drei Gemeinden zusammen. 

## Persönlichkeiten
- Huang Xianfan (1899–1982), Historiker und Ethnologe, geboren in Fusui